# Traminda semicompleta
Traminda semicompleta är en fjärilsart som beskrevs av Walker 1862. Traminda semicompleta ingår i släktet Traminda och familjen mätare. Inga underarter finns listade i Catalogue of Life.